# Lexikon der christlichen Ikonographie
Das Lexikon der christlichen Ikonographie, abgekürzt LCI, ist ein achtbändiges kunsthistorisches Handbuch, das ikonographische Motive der christlichen Kunst in lexikalischer Form darstellt. Darüber hinaus führt es in ikonologische Zusammenhänge einzelner Motive ein. Die ersten vier Bände behandeln allgemeine ikonographische Begriffe, etwa die Darstellung der Tugend-Allegorien, biblische Gestalten wie beispielsweise Batseba, die übrigen vier Bände die Ikonographie der Heiligen.
Neben der eigentlichen Ikonographie eines Motivs verzeichnen die Artikel die wichtigsten Quellen, gegebenenfalls eine kurze Biographie und ein Kurzverzeichnis der wichtigsten Forschungsliteratur. Illustrationen geben wesentliche Typen des jeweiligen Bildgegenstandes wieder.
Der erste Band des LCI erschien 1968, der achte 1976. Bis in die Gegenwart ist es das Standardwerk in deutscher Sprache geblieben und wurde mehrfach unverändert wieder aufgelegt. Besonders stark wurde die Kunst der Spätantike, der Romanik und der Gotik berücksichtigt; die Darstellungen, Symbole und Attribute des Barocks wurden dagegen seltener angeführt.
2021 brachte der Brill-Verlag eine kostenpflichtige Online-Version des LCI auf den Markt.